# Diplectrona atra
Diplectrona atra là một loài Trichoptera trong họ Hydropsychidae. Chúng phân bố ở miền Cổ bắc.